# 特魯多韋 (赫梅利尼茨基州)
49°37′0″N 26°39′58″E / 49.61667°N 26.66611°E
特魯多韋（烏克蘭語：Трудове）是位於烏克蘭西部的村莊，由赫梅利尼茨基州裡赫梅利尼茨基區的扎斯盧奇內市鎮負責管轄。該村處於布佐克河左岸，面積0.76平方公里，海拔高度311米，2001年人口105，人口密度每平方公里138.16人。